# 1343 en santé et médecine
| Années de la santé et de la médecine : 1340 - 1341 - 1342 - 1343 - 1344 - 1345 - 1346    |
| Décennies de la santé et de la médecine : 1310 - 1320 - 1330 - 1340 - 1350 - 1360 - 1370 |

Cet article présente les faits marquants de l'année 1343 en santé et médecine.

## Événements
- 3 septembre : par un acte qui peut être tenu pour fondateur de l'université de Pise, le pape Clément VI accorde le statut de studium generale aux écoles de cette ville, où l'enseignement de la médecine et de la chirurgie est par ailleurs attesté depuis le XIIIe siècle[1].
- 2, 11 et 17 décembre : des porteurs font un voyage de trois jours pour rapporter l'eau de mer utile au traitement, sans doute prescrit par Étienne Seguin, du pied du pape Clément VI, qui s'est d'ailleurs entouré de six médecins, sans compter les chirurgiens[2].
- Construction d'un hôpital à Saint-Amarin, en Alsace, par André de Murnhard, frère de l'abbé Conrad Wernher[3].
- Une maladrerie est attestée à La Salle, en Dauphiné[4].
- Fondation de bourses d'études de médecine au collège de Narbonne, à Paris[5].
- À Palma, capitale du royaume de Majorque, Ramon de Salelles fonde  l'hôpital Sainte-Catherine (Hospital Santa Catalina), qu'il destine à l'accueil et à l'entretien de douze pauvres marins et qui, avec les hôpitaux Saint-André et du Saint-Esprit, est l'un des établissements qui s'uniront pour former l'hôpital général[6].

## Personnalité
- 1309-1343 : fl. John Maudith, médecin et astronome anglais, au service de John de Warenne, comte de Surrey et de Sussex[7].

## Décès
- 1342 ou 1343 : Marsile de Padoue (né vers 1275), juriste, théologien, diplomate et philosophe politique italien, également médecin de formation, dont on a pu dire que son « anthropologie politique [était] constellée de notions médicales et d'allusions biologiques : tempérament, conflit des éléments, corruption et agrégation, génération et naissance, inclination[8] ».